# Muthinakoppa, Narasimharajapura
Muthinakoppa là một làng thuộc tehsil Narasimharajapura, huyện Chikmagalur, bang Karnataka, Ấn Độ.